# جوایز موسیقی استونی
جوایز موسیقی استونی (استونیایی: Eesti Muusikaauhinnad) جوایزی است که به بهترین‌های موسیقی پاپ کشور استونی به صورت سالانه اهدا می‌شود.
این مراسم که از سال ۱۹۹۸ تاکنون برگزار می‌شود پنج بخش اصلی آن شامل بهترین هنرمند مرد، بهترین هنرمند زن، بهترین گروه، بهترین آلبوم و بهترین موزیک ویدئو سال می‌باشد.